# ساکوما نوبوهیده
ساکوما نوبوهیده (به ژاپنی: 佐久間信栄)، پسر ارشد ساکوما نوبوموری;(۱ ژانویهٔ ۱۵۵۶ – ۱۴ ژانویهٔ ۱۶۳۲) یک سامورایی اهل ژاپن و از ملازمان خاندان اودا بود.